# Zagorak
Zagorak (en serbe cyrillique : Загорак) est un village du centre du Monténégro, dans la municipalité de Danilovgrad.

## Démographie

### Évolution historique de la population
| 1948 | 1953 | 1961 | 1971 | 1981 | 1991 | 2003 |
| ---- | ---- | ---- | ---- | ---- | ---- | ---- |
| 257  | 261  | 243  | 200  | 180  | 147  | 153  |